# Parischnogaster costulatus
Parischnogaster costulatus är en getingart som beskrevs av Schulthess 1927. Parischnogaster costulatus ingår i släktet Parischnogaster och familjen getingar. Inga underarter finns listade i Catalogue of Life.